# L'anno che uccisero Rosetta
L'anno che uccisero Rosetta (1997) è il romanzo d'esordio dello scrittore Alessandro Perissinotto, pubblicato dalla casa editrice Sellerio di Palermo.

## Trama
Negli anni '60 un commissario deve svolgere una riservatissima indagine per l'omicidio della ventiduenne Rosetta avvenuto molti anni prima, quasi al termine della II Guerra Mondiale.
L'unico che conosce la situazione è l'anziano sindaco che pur confusamente, ma senza reticenze, racconta al commissario gli ultimi decenni di storia del piccolo paese montano dove viveva Rosetta.
Il Commissario dovrà tornare indietro di secoli ed affrontare le sue paure per risolvere un caso dove saggezza popolare e sofisticati stratagemmi si fondono con l'abbandono della montagna ed il potere di istituzioni millenarie.

## Edizioni
- L'anno che uccisero Rosetta, Palermo, Sellerio Editore, 1997, 192 pp.